# 2004 у Тернопільській області
| Роки в Тернопільській області: ← · 2000 · 2001 · 2002 · 2003 · 2004 · 2005 · 2006 · 2007 · 2008 · 2009 · 2010 · 2011 · 2012 · 2013 · 2014 · 2015 · 2016 · 2017 · 2018 · 2019 · 2020 · 2021 · 2022 · 2023 · 2024 · 2025 Див. також: XIX століття · XX століття |

2004 рік:
- Міжнародний рік Івана Горбачевського — проголошений з ініціативи ЮНЕСКО з нагоди 150-річного ювілею видатного вченого.

## Міста-ювіляри
- 855 років (1149) з часу першої письмової згадки про м. Шумськ.
- 560 років (1444) з часу першої письмової згадки про м. Ланівці.
- 550 років (1454) з часу згадки м. Монастириська з магдебурзьким правом.

## Річниці

### Річниці заснування, утворення
- 22 жовтня — 250 років від привілею короля про створення гімназії оо. Василіян при Бучацькому монастирі.
- 28 лютого — 20 років тому створено Тернопільську обласну організацію Національної спілки письменників України (1984).
- 15 квітня  — 60 років тому Тернопіль звільнено від німецьких окупантів (1944).
- 24 червня — 20 років із часу відкриття Бережанського музею книги (1984).

### Річниці від дня народження

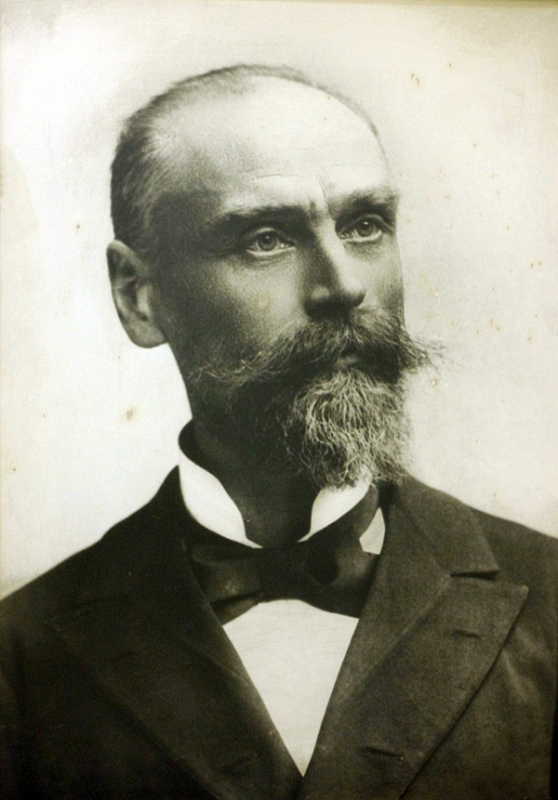
Іван Горбачевський

- 1 січня — 60 років від дня народження українського поета, драматурга, громадського діяча Левка Крупи (1944—2000).
- 10 січня — 110 років від дня народження української художниці Ярослави Музики (1894—1973).
- 1 лютого — 180 років від дня народження українського етнографа та фольклориста Гната Гальки (1824—1903).
- 4 березня — 70 років від дня народження українського вченого-економіста, поета, громадського і господарського діяча Володимира Вихруща (1934—1999).
- 15 березня — 100 років від дня народження українського вченого, фізика-теоретика Зенона Храпливого (1904—1983).
- 21 березня — 150 років від дня народження українського письменника, громадського діяча Павла Думки (1854—1918).
- 15 травня — 150 років від дня народження українського біохіміка, гігієніста та епідеміолога, громадсько-політичного й освітнього діячя Івана Горбачевського (1854—1942).
- 12 червня — 70 років від дня народження українського священика, протоієрея, літератора о. Григорія Петришина (1934—1998).
- 22 червня — 70 років від дня народження українського актора театру і кіно, режисера, діяча культури, педагога Павла Загребельного (1934—1997).
- 1 липня — 110 років від дня народження українського оперного співака Степана Волинця (1894—1938).
- 7 липня — 100 років від дня народження українського художника Михайла Мороза (1904—1992).
- 7 липня — 220 років від дня народження ботаніка, природодослідника Волині, Поділля, України Вілібальда Бессера (1784—1842).
- 18 липня — 70 років від дня народження українського поета, журналіста Івана Горбатого (1934—1990).
- 22 липня — 80 років від дня народження українського режисера, композитора Анатолія Горчинського (1924—2007).
- 10 серпня — 120 років від дня народження українського художника, публіциста, педагога, громадського діяча Якова Струхманчука (1884—1937).
- 24 вересня — 110 років від дня народження українського письменника, літературного критика, композитора Романа Купчинського (1894—1976).
- 29 вересня — 160 років від дня народження українського письменника Осипа Барвінського (1844—1889).
- 8 жовтня — 120 років від дня народження українського письменника Юліана Опільського (1884—1937).
- 28 жовтня — 120 років від дня народження українського письменника, літературознавця, педагога Дмитра Николишина (1884—1950).

## Засновані
- «Архіваріус» — інформаційний вісник Державного архіву Тернопільської області;

## Події
- У музеї-садибі Івана Горбачевського започатковано «Горбачевські читання», на яких викладачі й студенти ТДМУ виступають із доповідями, повідомленнями та спогадами про видатного вченого.[1]
- 17 липня — головою Тернопільської обласної державної адміністрації починає працювати Михайло Цимбалюк.

## Видання
- перший том Тернопільського енциклопедичного словника

## Померли
- 15 січня — Михайло Баран (нар. 1928 у с. Хмелиська, нині Підволочиського району) — кобзар, композитор, поет, художник, фольклорист, громадсько-культурний діяч;
- 26 червня — Марія Безкоровайна (нар. 1925) — українська килимарниця, майстер народної творчості із с. Токи Підволочиського району;
- 17 серпня — Роман Боднар (нар. 1945 у с. Оришківці, нині Гусятинського району) — український лікар-психіатр, літератор;